# Jean-Joseph Loret
Jean-Joseph Loret (Dendermonde, Bèlgica, 6 de març del 1757 – Mechelen, Bèlgica, 11 de setembre del 1847) va ser un organista i constructor d'orgues belga.
Al mateix temps que construïa orgues, aprenia l'art musical, i assolí la plaça d'organista en una església de la seva ciutat nadiua.
Els seus fills François-Bernard Loret i Hyppolite Loret també van ser orgueners, i el seu net Clément Loret va ser un organista d'anomenada.